# Ремизевич, Вячеслав Александрович
Вячеслав Александрович Ремизевич (09.10.1904 — 1984) — главный энергетик ЦАГИ, лауреат Сталинской премии (1952).

## Биография
Родился 09.10.1904 в Минске.
Работал в ЦАГИ, с 1941 г. главный энергетик.
В 1947—1953 гг. участвовал в создании комплекса сверхзвуковых аэродинамических труб ЦАГИ (отвечал за электрическую часть). За эту работу в составе коллектива авторов в 1952 году получил Сталинскую премию.

## Награды
Награждён орденами Красной Звезды (11.07.1943) и Трудового Красного Знамени (16.09.1945).

## Семья
Жена — Евгения Яковлевна Ремизевич, в 1945 году они развелись, и она вышла замуж за академика С. А. Христиановича.